# Макмоннис, Фридерик Уильям
Фридерик Уильям Макмоннис (англ. Frederick William MacMonnies; 1863, Бруклин — 1937, Нью-Йорк) — американский художник и скульптор.

## Жизнь и творчество

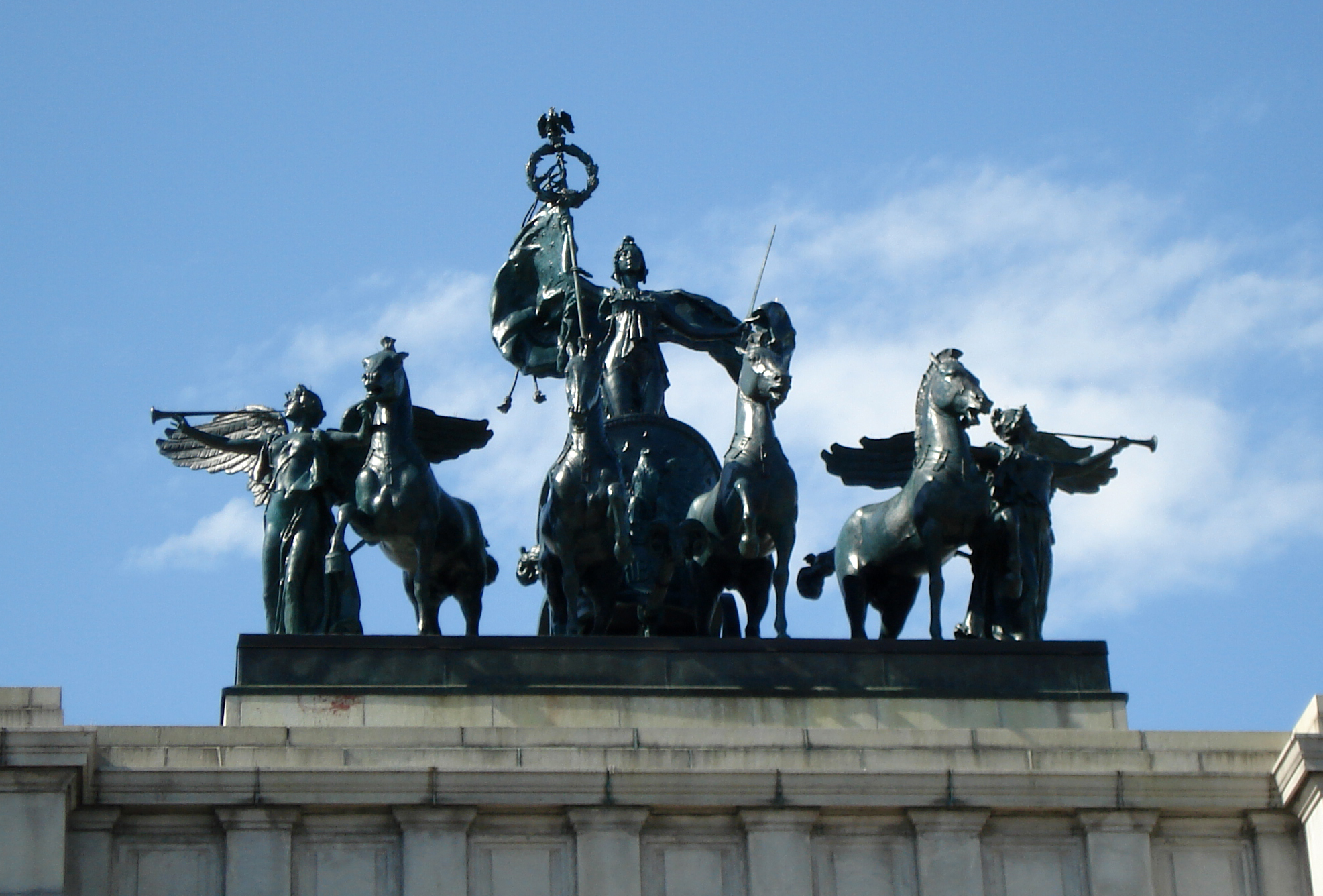
Ф. У. Макмоннис Бруклинская квадрига

Ф. Макмоннис брал уроки рисования у своей матери, ученицы художника Бенджамина Уэста. В 1880 году он становится учеником Огастаса Сент-Годена, а затем — его ассистентом. Посещает также вечерние курсы Национальной Академии дизайна и Студенческой художественной лиги в Нью-Йорке.
В 1884 году художник приезжает во Францию, где он изучает скульптуру в парижской Школе изящных искусств. За время, проведённое в Школе, работы Макмонниса дважды завоёвывают Prix Atelier — высший приз для иностранных студентов. После окончания Школы художник возвращается в США и некоторое время вновь работает в мастерской Сент-Годена, однако через год возвращается в Париж, где живёт вплоть до начала Первой мировой войны. Некоторое время преподавал, совместно с Дж. Уистлером, в парижской Академии Кармен.
Скончался в 1937 году в результате заболевания воспалением лёгких.

## Награды и заслуги
- 1896 — Рыцарь ордена Почётного легиона.
- 1900 — Золотая медаль на парижской Всемирной выставке.
- 1900 — Принят в члены Французской академии.
- 1932 — Серебряная медаль по скульптуре на конкурсе искусств Х Олимпийских игр в Лос-Анджелесе (номинация «Рельефы и медали»).